# Larrousse LH94
Chronologie des modèles (1994)
Larrousse LH93 Larrousse LH95
La Larrousse LH94 est la monoplace de Formule 1 engagée par l'écurie française Larrousse lors de la saison 1994 de Formule 1. Elle est pilotée par le Monégasque Olivier Beretta, remplacé successivement par les Français Philippe Alliot et Yannick Dalmas et le Japonais Hideki Noda. Le second pilote titulaire de l'écurie est le Français Érik Comas, remplacé par le Suisse Jean-Denis Delétraz en fin de saison. Le pilote essayeur est le Français Emmanuel Clérico. La LH94 est la seconde monoplace conçue intégralement par Larrousse, l'écurie française bénéficiant auparavant des services de préparateurs de voitures comme Lola Cars, puis de Venturi pour l'élaboration de sa monoplace.

## Historique

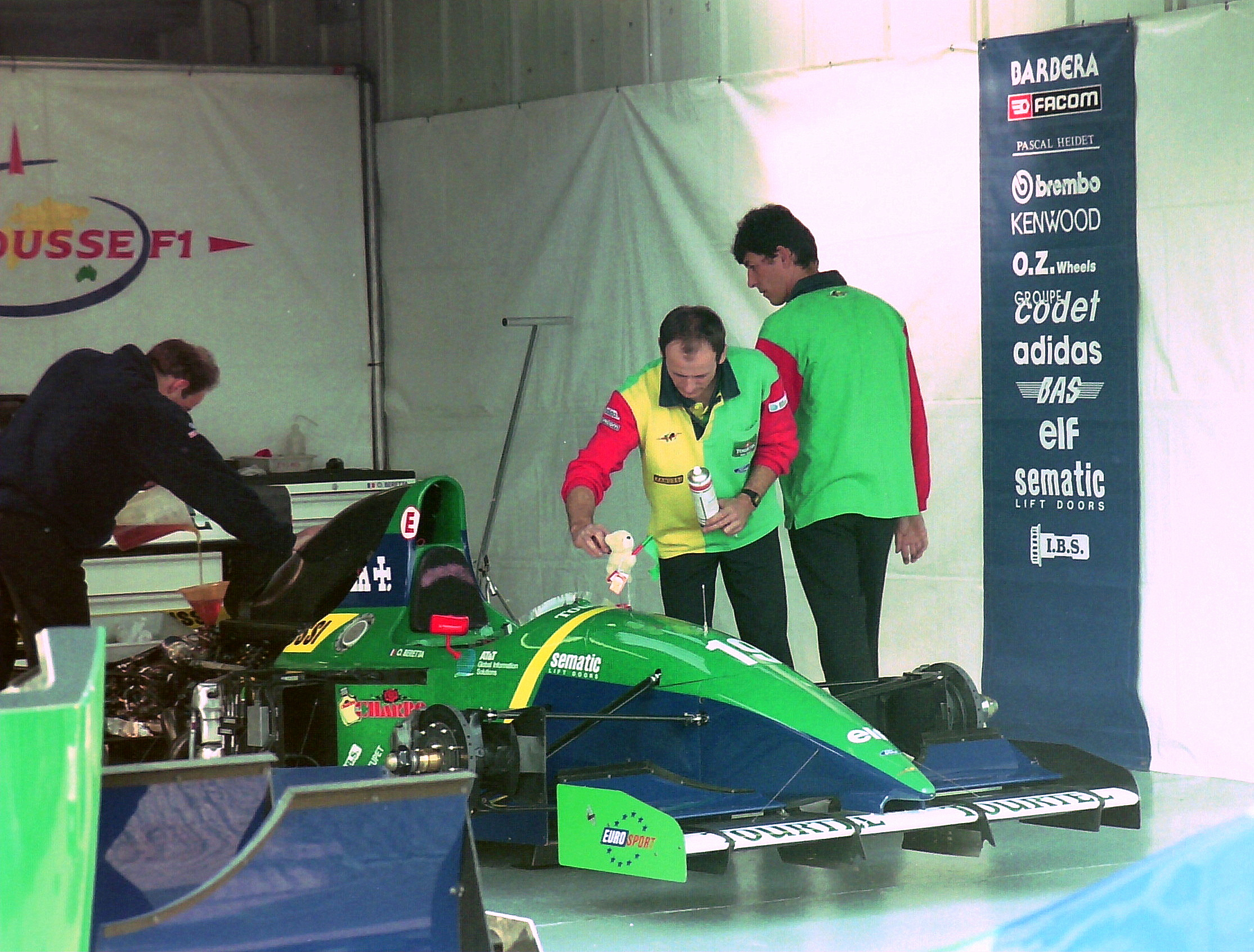
Le garage d'Olivier Beretta à Silverstone.

La saison commence par une neuvième place d'Érik Comas au Grand Prix du Brésil alors qu'il s'est élancé de la treizième place, tandis qu'Olivier Beretta, parti de la vingt-troisième position sur la grille, abandonne dès le deuxième tour de l'épreuve,. Au Grand Prix du Pacifique, Comas marque le point de la sixième place alors que son coéquipier essuie un nouvel abandon. À Saint-Marin, si Comas domine une nouvelle fois son coéquipier en qualifications, aucune Larrousse ne franchira la ligne d'arrivée.
Les changements de réglementation à la suite du Grand Prix de Saint-Marin en ce qui concerne la sécurité des pilotes et leurs monoplaces fragilisent l'écurie, qui doit produire en conséquence de nouvelles pièces pour la LH94, mettant ainsi en péril le développement de la voiture, qui s'enfonce progressivement en queue de peloton. Si à Monaco, les deux pilotes terminent dans les dix premiers, les trois manches suivantes s'avèrent très compliqué pour Larrousse, qui ne parviendra pas à terminer une seule course, notamment en raison d'un moteur Ford-Cosworth très peu fiable. Les deux pilotes Larrousse profitent néanmoins du carambolage du Grand Prix d'Allemagne pour signer un bon résultat, Comas et Beretta finissant respectivement sixième et septième.
Larrouse souffrant de graves problèmes financiers, se sépare d'Olivier Beretta à l'issue du Grand Prix de Hongrie, celui-ci n'ayant plus d'argent à offrir à l'écurie française. Le Monégasque est alors remplacé par Philippe Alliot pour le Grand Prix suivant, en Belgique, où les deux LH94 abandonneront sur casse moteur. Alliot est remplacé dès la prochaine course par Yannick Dalmas, qui terminera une seule course sur les deux qu'il disputera, le Français étant remplacé par le Japonais Hideki Noda pour la fin de saison. Ce dernier, victime des gros problèmes de fiabilité de la LH94, ne terminera aucune course. Érik Comas, qui parvient tout de même à terminer neuvième du Grand Prix du Japon, avant-dernière manche du championnat, est remplacé par Jean-Denis Delétraz pour le Grand Prix d'Australie où le Suisse abandonnera au cinquante-sixième tour à cause d'un problème de boîte de vitesses,.
À la fin de la saison, Larrousse termine à la onzième place du championnat des constructeurs avec deux points, tous marqués par Érik Comas, qui se classe vingt-troisième du championnat des pilotes.

## Résultats en championnat du monde de Formule 1

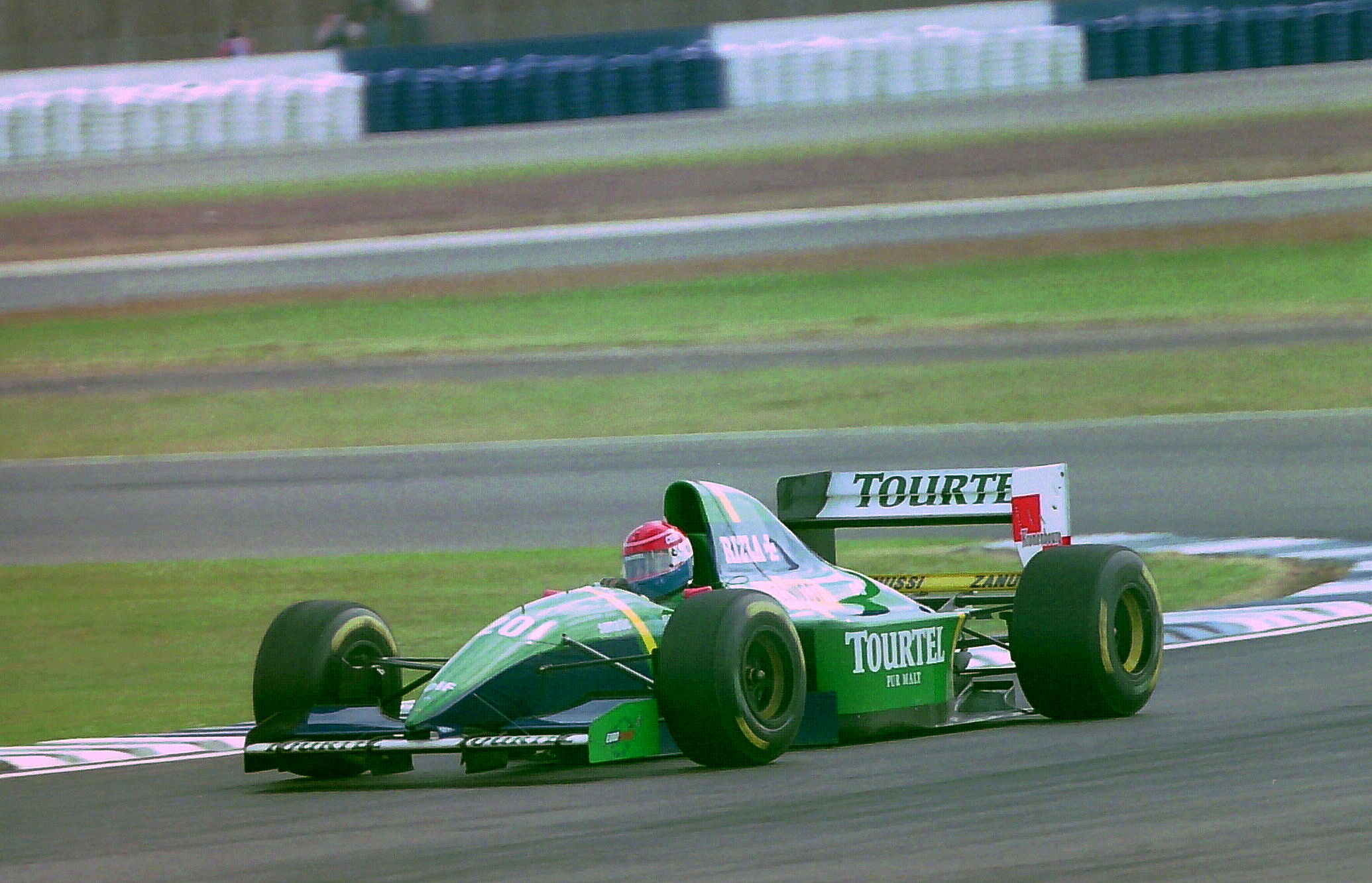
La Larrousse LH94 d'Érik Comas à Silverstone.

| Saison | Écurie               | Moteur               | Pneus    | Pilotes             | Courses | Courses | Courses | Courses | Courses | Courses | Courses | Courses | Courses | Courses | Courses | Courses | Courses | Courses | Courses | Courses | Points inscrits | Classement |
| Saison | Écurie               | Moteur               | Pneus    | Pilotes             | 1       | 2       | 3       | 4       | 5       | 6       | 7       | 8       | 9       | 10      | 11      | 12      | 13      | 14      | 15      | 16      | Points inscrits | Classement |
| ------ | -------------------- | -------------------- | -------- | ------------------- | ------- | ------- | ------- | ------- | ------- | ------- | ------- | ------- | ------- | ------- | ------- | ------- | ------- | ------- | ------- | ------- | --------------- | ---------- |
| 1994   | Tourtel Larrousse F1 | Ford-Cosworth HB6 V8 | Goodyear |                     | BRÉ     | PAC     | SMR     | MON     | ESP     | CAN     | FRA     | GBR     | ALL     | HON     | BEL     | ITA     | POR     | EUR     | JAP     | AUS     | 2               | 11e        |
| 1994   | Tourtel Larrousse F1 | Ford-Cosworth HB6 V8 | Goodyear | Olivier Beretta     | Abd     | Abd     | Abd     | 8e      | Abd     | Abd     | Abd     | 14e     | 7e      | 9e      |         |         |         |         |         |         | 2               | 11e        |
| 1994   | Tourtel Larrousse F1 | Ford-Cosworth HB6 V8 | Goodyear | Philippe Alliot     |         |         |         |         |         |         |         |         |         |         | Abd     |         |         |         |         |         | 2               | 11e        |
| 1994   | Tourtel Larrousse F1 | Ford-Cosworth HB6 V8 | Goodyear | Yannick Dalmas      |         |         |         |         |         |         |         |         |         |         |         | Abd     | 14e     |         |         |         | 2               | 11e        |
| 1994   | Tourtel Larrousse F1 | Ford-Cosworth HB6 V8 | Goodyear | Hideki Noda         |         |         |         |         |         |         |         |         |         |         |         |         |         | Abd     | Abd     | Abd     | 2               | 11e        |
| 1994   | Tourtel Larrousse F1 | Ford-Cosworth HB6 V8 | Goodyear | Érik Comas          | 9e      | 6e      | Abd     | 10e     | Abd     | Abd     | 11e     | Abd     | 6e      | 8e      | Abd     | 8e      | Abd     | Abd     | 9e      |         | 2               | 11e        |
| 1994   | Tourtel Larrousse F1 | Ford-Cosworth HB6 V8 | Goodyear | Jean-Denis Delétraz |         |         |         |         |         |         |         |         |         |         |         |         |         |         |         | Abd     | 2               | 11e        |

Légende : ici 